# Chrysodeixis diehli
Chrysodeixis diehli là một loài bướm đêm trong họ Noctuidae.